# Shrirampur
Shrirampur é uma cidade  no distrito de Ahmadnagar, no estado indiano de Maharashtra.

## Demografia
Segundo o censo de 2001, Shrirampur tinha uma população de 81,270 habitantes. Os indivíduos do sexo masculino constituem 51% da população e os do sexo feminino 49%. Shrirampur tem uma taxa de literacia de 72%, superior à média nacional de 59.5%: a literacia no sexo masculino é de 79% e no sexo feminino é de 66%. Em Shrirampur, 13% da população está abaixo dos 6 anos de idade.